# Kolahalvön

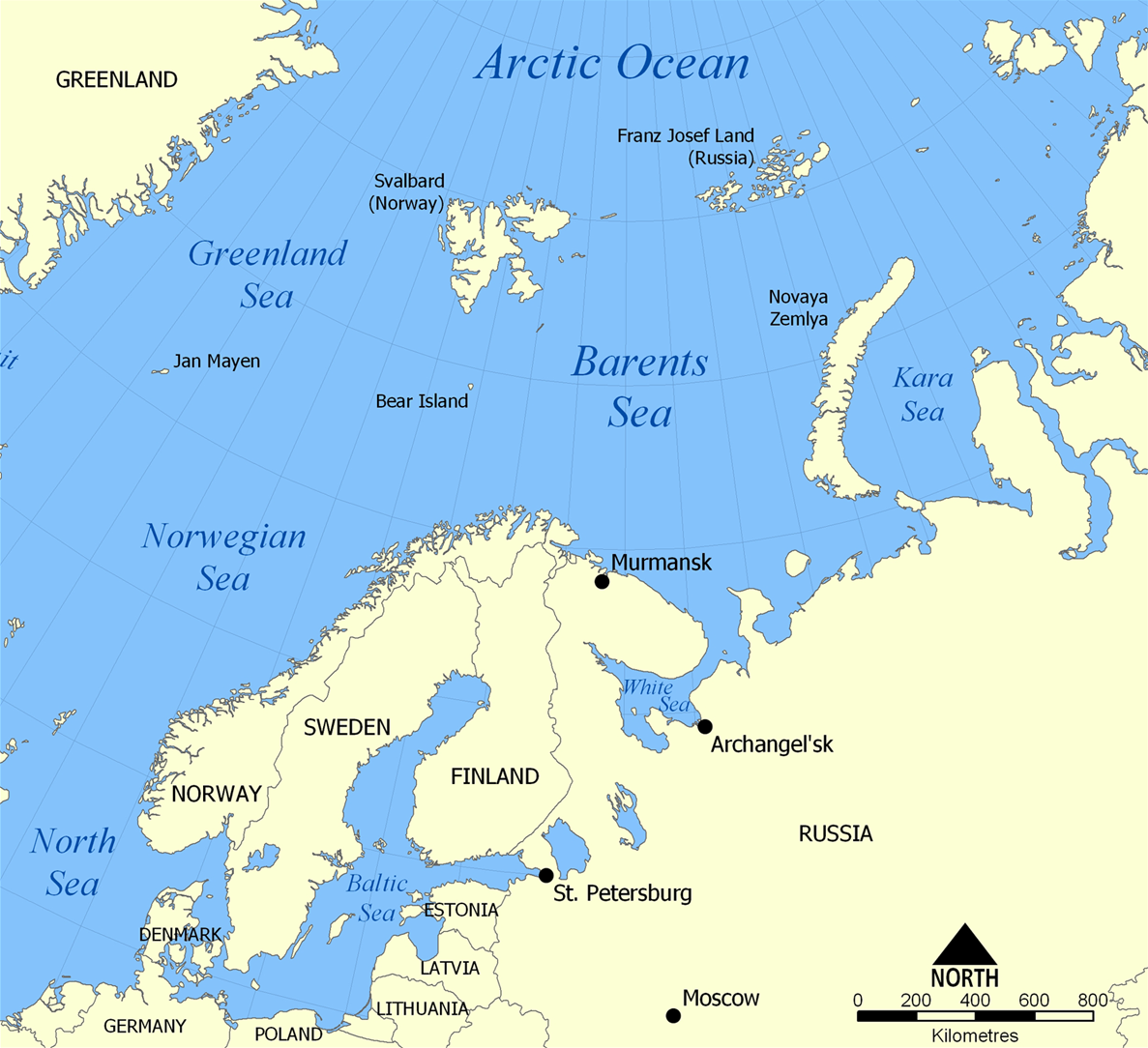
Lokaliseringskarta över Kolahalvön i Barents hav.

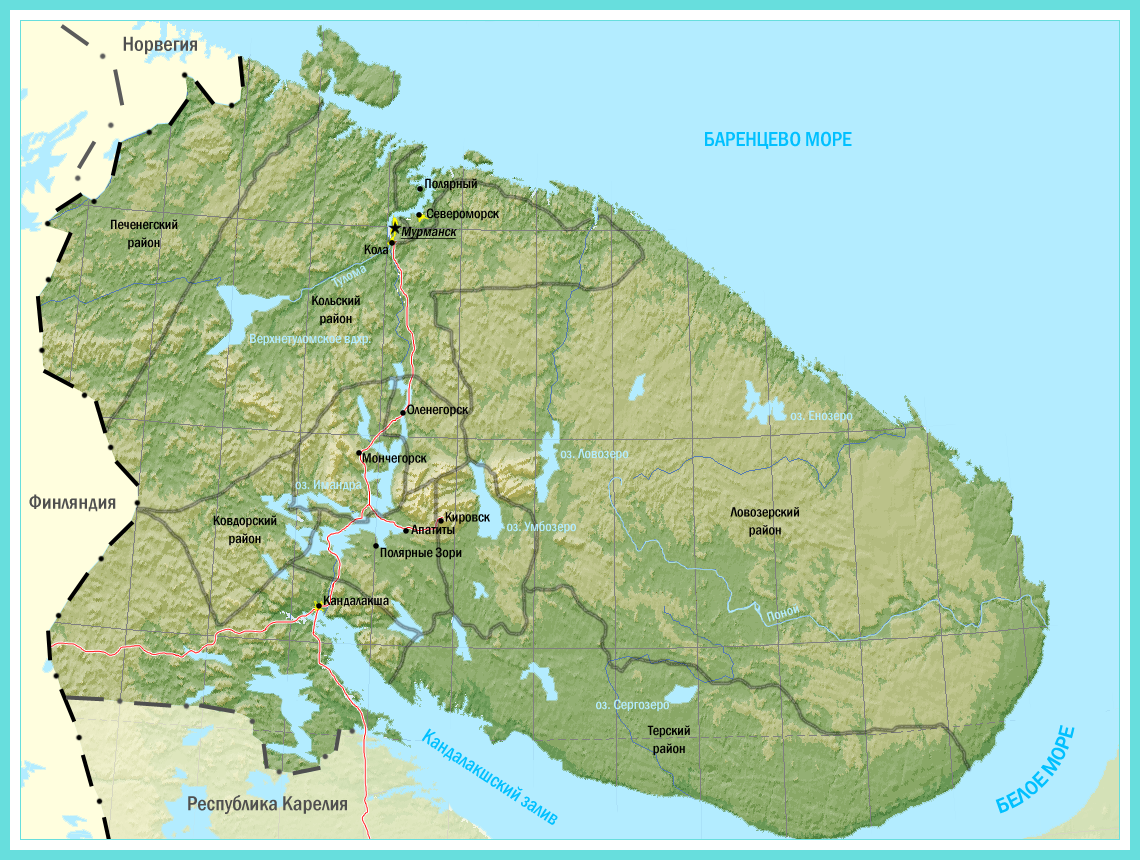
Ryska Murmansk oblast på Kolahalvön

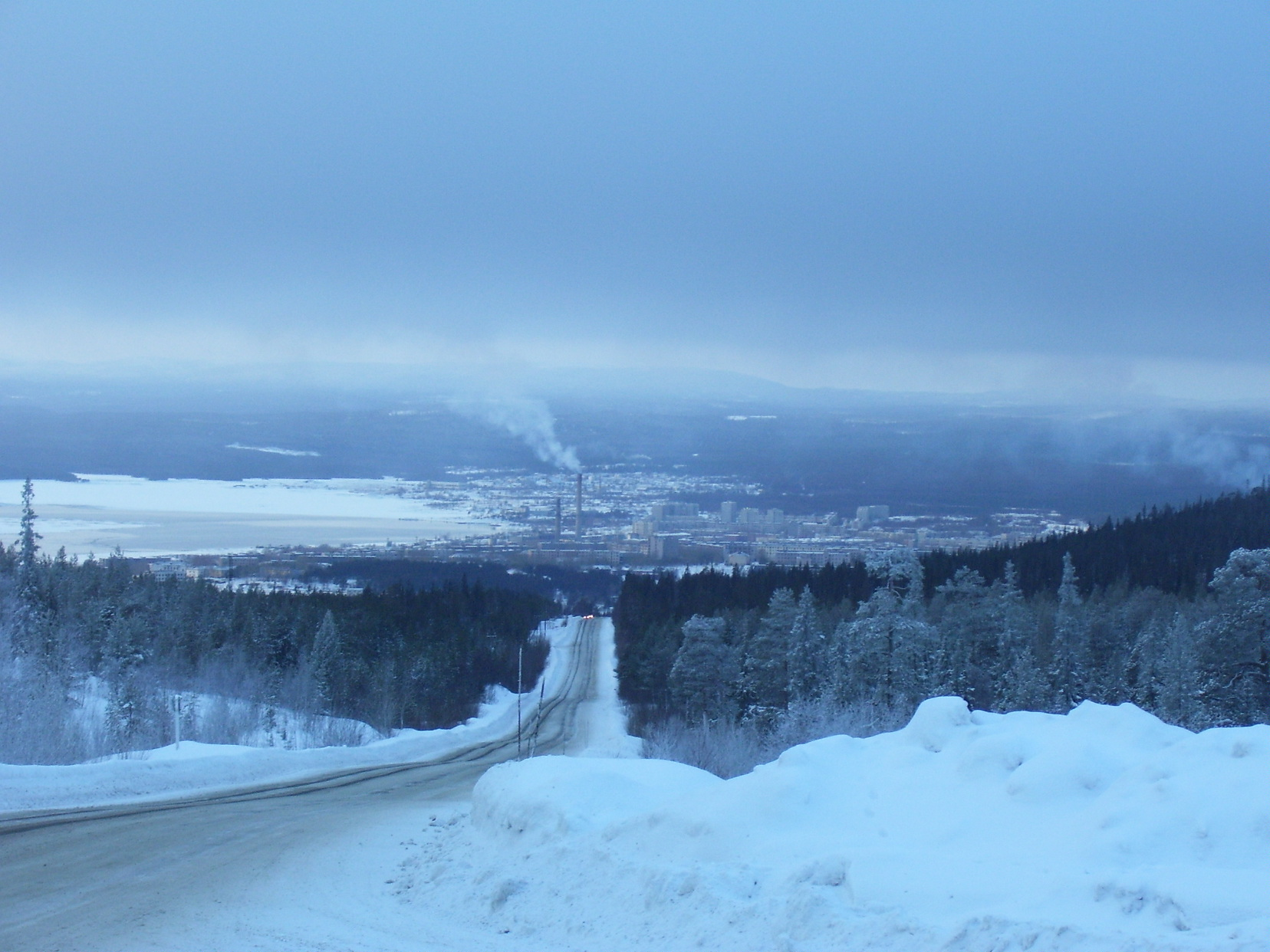
Vy över staden Kandalaksja.

Kolahalvön (ryska: Кольский полуостров, Kolskij poluostrov; kildinsamiska: Куэлнэгк нёаррк, Kuelnegk njoarrk) är en halvö i nordvästra Ryssland, belägen mellan Barents hav och Vita havet. Halvöns yta är ungefär 100 000 kvadratkilometer. Den största staden på halvön är Murmansk, belägen på dess nordkust. Halvön ingår administrativt i Murmansk oblast. Hela regionen är kraftigt urbaniserad.
Halvöns ursprungsbefolkning är samer och området utgör den östligaste delen av Sápmi.

## Geografi och natur
Halvöns nordkust är brant och hög, medan södra kusten är platt. I västra delen av halvön finns två bergskedjor, Chibinybergen och Lovozerotundran. I mitten av halvön ligger flodområdet Kejvy. Halvöns västra gräns går ungefär från Kolabukten i Barents hav, genom sjöarna Imandra och Kola, längsmed floden Niva och till Kandalaksjabukten i Vita havet.
Eftersom den senaste istiden tog bort det översta sedimentet jord, är Kolahalvön mycket rik på olika malmer och mineraler, exempelvis apatit, aluminium, järnmalm, glimmer, råkeramik och titanmalm, tillsammans med vissa ovanligare metaller. Världens djupaste borrade hål (SG-3) finns också på Kolahalvön, nära den norska gränsen.
Halvön har många älvar och forsar. De viktigaste är Ponoj, Varzuga, Teriberka, Voronja och Iokanga. De viktigaste sjöarna är Imandra, Umbozero och Lovozero. Älvarna på halvön är en viktig boplats för atlantlaxen, som återvänder från Grönland och Färöarna för att leka i färskvatten. På grund av detta har ett nöjesfiskande utvecklats, med ett antal hyddor och skjul utspridda över området. Under sommarmånaderna fylls de av sportfiskare. Charlovka, Rynda, Vostotjnaja Litsa (Östra Litsa) och Zolotaja är även de viktiga älvar, framförallt inom sportfisket då det kommer folk ifrån hela världen för att fiska i dessa unika atlantlaxälvar. Älvarna är istäckta under vintern.

### Klimat
Kolahalvön upplever trots sitt nordliga läge ett relativt milt klimat, tack vare varma atlantiska strömmar. Medeltemperaturen i januari är omkring –10 °C och i juli +10 °C. Halvön täcks av tajga i syd och tundra i norr.

## Historia
Kolahalvöns ursprungsbefolkning är samer. Historiskt kallades de för lopari (lappar) på ryska, men kallas numera saamy (samer). De flesta samer var renskötare, men även fisket var av stor betydelse. Fisket bedrevs främst i Barents hav och i halvöns många insjöar och floder. Fram till 1905 kunde samiska renskötare fritt flytta över gränsen till Norge och Storfurstendömet Finland. Samerna talade primärt östsamiska språk och hörde vanligtvis till den rysk-ortdodoxa kyrkan, även om en liten minoritet var lutheraner. Kareler och ryska pomorer började tidigt att bosätta sig i området och från 1800-talet även Isjma-komier och nentser.
Vid den första sovjetiska folkräkningen 1926 beräknades 1 708 samer bo i norra Ryssland varav 99,4 procent var renskötare. Den totala folkmängden på Kolahalvön var 22 858 personer och majoritetsbefolkningen utgjordes av etniska ryssar. Samerna utgjorde endast 7,5 procent av befolkningen. Halvön hade en betydande uralisk och nordgermansk befolkning; samma folkräkning registrerade 1 697 finnar, 715 komier, 222 kareler, 168 norskar, 108 nentser och 12 svenskar. Således utgjorde dessa minoriteter mer än en femtedel av halvöns befolkning.
Under 1930-talet gjordes stora investeringar på Kolahalvön, bland annat i viktig industri, gruvor, järnvägar och annan infrastruktur, militärbaser och vattenkraftverk. Flera fång- och arbetsläger tillhörande Gulag-systemet förlades till Kolahalvön. Halvön blev kraftigt militariserad.
I början av 1930-talet kollektiviserades renskötseln i Sovjetunionen och 29 samiska kolchoser skapades. Varje kolchos hade olika tilldelade renbetesområden. Flera samer som motsatte sig kollektiviseringen arresterades i samband med detta. Emellertid kom Sovjetunionens nationella politik under åren 1924–1935 i huvudsak att stärka samiska och andra minoriteters rättigheter och ge samerna ökad autonomi. 1933 skapades ett nytt samiskt skriftspråk baserat på det latinska alfabetet. Samiska skolor inrättades och utbildning av lärare i samiska infördes. 1937 kom denna utveckling drastiskt att förändras till följd av att den sovjetiska säkerhetstjänsten NKVD påbörjade storskaliga utrensningar. 68 samer arresterades och anklagades för att vara medlemmar av en hemlig organisation med ändamålet att skapa en självständig samisk stat. Den "samiska komplotten" var fabricerad av NKVD i Murmansk och de flesta som arresterades blev avrättade. 1938 nedstängdes alla samiska skolor och den ökade autonomi som samerna fått avskaffades, bland annat de samiska nationella distrikten. 1939–1947 arresterades ytterligare 22 samer för politiska brott, men ingen avrättades. 1940 tvångsförflyttades skoltsamer och andra folkgrupper från gränsområdet mot Finland till områden längre österut.
Under andra världskriget inkallades många samer till Röda armén och sattes bland annat in mot Finland under fortsättningskriget. Byggen av nya vattenkraftverk och ökad militarisering ledde till att sovjetiska myndigheter under 1950-talet tvångsförflyttade renskötande samer från den västra till den östra delen av halvön, i synnerhet Lovozero-distriktet. Även medlemmar av andra etniciteter blev deporterade. Sedan dess bor de flesta samer i området kring Lovozero.

## Befolkning och sysselsättning
Kolahalvöns majoritetsbefolkning är etniska ryssar och den samiska ursprungsbefolkningen utgör idag en mycket liten minoritet. Efter att staden Kola, den uråldriga boplats som gett halvön sitt namn, minskat i betydelse är den viktigaste staden och hamnen på halvön Murmansk. Under sovjettiden fanns ett stort ubåtsrederi i staden, och den näraliggande Severomorsk är fortfarande bas för Rysslands norra flotta. Andra större städer är bland annat Apatity och Kandalaksja. Idag är halvön kraftigt urbaniserad.
Den senaste ryska folkräkningen genomfördes 2021. Särskild statistik finns för Murmansk oblast, som innefattar Kolahalvön. Den totala folkmängden i oblasten beräknades vara 667 744, varav 621 639 personer bodde i städerna. Endast 46 105 bodde på landsbygden. De största folkgrupperna var ryssar (515 521), ukrainare (13 353), belarusier (4 529), tatarer (3 328), azerier (3 132), samer (1 363), armenier (1 305) och komier (1 219).
Traditionellt bor också kareler och ryska pomorer på halvön, men de utgjorde 2021 en mycket liten minoritet på 631 respektive 106 invånare i Murmansk oblast. Under 1800-talet och vidare under 1900-talet bosatte sig Isjma-komier och nentser i området. Murmansk oblast hade 1 219 komier och 111 nentser 2021. Det finns också en mindre finsk minoritet på 109 invånare.

## Samer
De flesta samer i Ryssland bor i Murmansk oblast. Vid den senaste folkräkningen 2021 uppgavs 1 530 personer ha samisk etnicitet i hela landet, varav 1 363 i Murmansk oblast. En del ryska samer talar skoltsamiska och kildinsamiska. Akkalasamiskan och tersamiskan är praktiskt taget utdöda. Som ett resultat av tvångsförflyttningar under den sovjetiska tiden bor de flesta kolasamer i staden Lovozero idag. Renskötsel är inte längre en ren samisk näring på Kolahalvön.
Ett samiskt kulturcenter i Lovozero inrättades 1994 och arbetar bland annat med revitalisering av den samiska kulturen och slöjden. Två rysk-samiska organisationer är medlemmar i Samerådet, Kolasamernas förening och Offentliga organisationen för samer i Murmansk-området (OOSMO).
Rysslands fullskaliga invasion av Ukraina 2022 har haft stor inverkan på den samiska befolkningen och kriget är en fråga som splittrat det samiska samhället. Etniska minoritetsgrupper rekryteras i större utsträckning än den ryska majoritetsbefolkningen och minoriteter är överrepresenterade bland stupade soldater. Samer har tvångsmobiliserats och enligt rapporter från september 2023 har minst elva samer skickats till fronten, varav fem bekräftats stupade. Kolasamernas förening tog aktivt ställning för Ryssland i kriget och senare uttryckte Ivan Matrehkin från OOSMO, som vid tillfället var vice ordförande i Samerådet, sitt stöd. Efter att en bild spridits på sociala medier-plattformen VK där Matrehkin syntes med en gitarr med krigssymbolen Z beslutade Samerådet att pausa samarbetet med de rysk-samiska medlemsorganisationerna. I april 2022 tog OOSMO via ordföranden Aleksandr Slupachik aktivt avstånd från kriget.
Flera rysk-samiska urfolksledare och aktivister har tvingats fly och söka asyl i Norge. Däribland ordföranden för OOSMO Aleksandr Slupachik, samepolitikern Andrei Danilov (som flydde strax innan invasionen) och Andrei Zhvavyi. Det finns rapporter om samer som frivilligt strider på Ukrainas sida, däribland den norsk-samiska tidigare sametingspolitikern Sandra Andersen Eira.
Den paramilitära Wagnergruppen har aktivt rekryterat fångar från ryska fängelser till fronten i Ukraina, i utbyte mot benådning och möjlighet att återgå till samhället. I augusti 2023 rapporterades att två män, som begått ett dubbelmord i Lovozero 2020, försatts på fri fot efter fullgjord militärtjänstgöring i Ukraina. Ett av mordoffren var den kända samiska profilen Jevgenij Jushkov. Han hade under två decennier arbetat som tolk vid internationella möten med rysk-samiska deltagare och studerade även nordsamiska. För att hedra Jushkovs arbete har Samerådet instiftat ett minnesstipendium för att uppmuntra ryska samer att använda samiska.

## Miljöproblem
Apatit-industrin och den militära produktionen av främst fartyg har skadat Kolahalvöns ekologi. Utbränt kärnbränsle från omkring 250 militära reaktorer är fortfarande radioaktivt och riskerar att kontaminera halvön.
En av de värst drabbade platserna är Andrejevaviken (ryska: Губа Андреева). Här dumpade Norra flottan stora mängder radioaktivt avfall under Kalla kriget och fram till 90-talet. Mycket av det högaktiva avfallet ligger helt öppet och oskyddat i containrar och utgör ett mycket stort miljö- och hälsoproblem. Platsen är en av de mest förorenade i hela världen.